# Рабо, Дьюла
Дьюла Рабо́ (венг. Rabó Gyula; 9 сентября 1924, Будапешт — 1 марта 2016, Армонк, штат Нью-Йорк, США) — венгерско-американский учёный, инженер-химик, педагог, профессор, член Венгерской академии наук (1993). Новатор нефтехимических технологий XX века. Почётный доктор Будапештского университета технологии и экономики, почётный доктор Ассоциации венгерских химиков Университета Паннонии.
Лауреат венгерской государственной Премии Кошута (1953).

## Биография
Родился в семье главного архитектора Венгрии. В 1946 году окончил химико-технологический факультет Будапештского университета технологии и экономики.
С 1946 по 1948 год работал сотрудником кафедры химической технологии в альма матер, с 1948 по 1955 год — доцент. С 1951 по 1956 год был заместителем директора Экспериментального института высокого давления.
Во время Венгерского восстания (1956) оказался в Германии.
В 1957—1961 годах работал в группе компаний Union Carbide Corp., с 1961 по 1981 год — заместитель директора по науке, с 1981 по 1990 год — директор по науке, с 1991 по 1996 год — научный консультант.
В 1987—1991 годах — приглашённый профессор Парижского университета. В 1992 году — приглашённый профессор Калифорнийского университета в Беркли. В 1992—1993 годах работал приглашённым профессором в Институте Макса Планка.
До выхода на пенсию работал в Union Carbide Corp., затем в Dow Chemical и в Universal Oil Products Co.

## Научная деятельность
Проводил исследования в области каталитического применения сильных кислотных Y-цеолитов.
Открыл кислотные формы Y-цеолита и методы их применения в процессах переработки нефти.
Благодаря его работам, внедрение цеолитных катализаторов в нефтехимическую технологию, явилось одним из наиболее экономически успешным химическим открытием XX-го века. Этот процесс позволил сэкономить количество сырой нефти, на которое приходится около 8 % известных в настоящее время мировых запасов. Эта технология сейчас используется почти во всём мире.
За вклад в совершенствование процесса переработки высокосернистой нефти в 1943 году был удостоен Премии Кошута.

## Избранные труды
- Цеолитная химия и катализ (1974)

## Награды
- Премия имени Кошута (1953)
- Премия Дж. Гудри (1989)
- Премия Александра фон Гумбольдта (1990)
- Медаль за заслуги Йожефа Варги (1991)
- Премия Американского института химиков (1993)
- Орден Заслуг (Венгрия)